# Krušćica (Konjic, BiH)
Krušćica je naseljeno mjesto u općini Konjic, Federacija Bosne i Hercegovine, BiH.

## Povijest
Nakon mletačkog oslobađanja dijelova Boke kotorske, iz Risna, Bijele, Herceg-Novog su što progonom što samostalno iselile muslimanske obitelji. U konjički kraj su iz Risna u Boki kotorskoj do 1684. godine stigle obitelji: Mravi u selo Kruščicu, Mravović u selo Parsoviće, Šehovići kao odvojak Mravovića su se preko Župe u Korjenićima doselili u Kruščicu, a jedni su odselili u selo Bare, te obitelj Mahmutovića u selo Podbukovlje.

## Stanovništvo

### 1991.
Nacionalni sastav stanovništva 1991. godine, bio je sljedeći:
ukupno: 319
- Muslimani – 319

### 2013.
Nacionalni sastav stanovništva 2013. godine, bio je sljedeći:
ukupno: 124
- Bošnjaci – 124

## Vanjske poveznice
- Satelitska snimka  Arhivirana inačica izvorne stranice od 21. veljače 2021. (Wayback Machine)